# Sveti Kirik (otok)
Sveti Kirik (bug. остров св. Кирик), poznat i kao Otok sv. Ćirila ili otok sv. Kirika i Julite je bugarski otok u Crnom moru, 150 metara od poluotoka Stolets u Sozopolu. Ima površinu od oko 0.08 km2 i visinu od 15 metara. Otok je s kopnom povezan lukobranom na kojem je cesta. Za razliku od većine drugih bugarskih crnomorskih otoka, njegova je infrastruktura potpuno uređena.
Otok je dobio ime po srednjovjekovnom samostanu sv. Kirika i Julite, čije ruševine još uvijek tamo stoje. Samostan je bio podređen glavnom stauropigijalnom samostanu na obližnjem otoku Sv. Ivana.

## Povijest
Godine 1925.-1926. na otoku je izgrađena škola za ribare i pomorce, u kojoj su se smjela školovati samo siročad. Škola je postojala 10 godina. Godine 1936. njegova je baza preuređena kako bi se smjestila Bugarska pomorska akademija. Donedavno je otok bio zabranjeno područje, a na njemu su bili usidreni brodovi bugarske mornarice.
Otok St. Kirik demilitariziran je 2000-ih i trebao bi postati središte međunarodnog pomorskog turizma. Budući da je nacionalni kulturni spomenik, njegova će se baština očuvati, a nove zgrade moraju odgovarati karakterističnom stilu Sozopola.